# آلفين غولدمان
آلفين غولدمان (بالإنجليزية: Alvin Goldman)‏ هو فيلسوف أمريكي، ولد في 1 أكتوبر 1938 في بروكلين في الولايات المتحدة.